# Maximilian Buhk

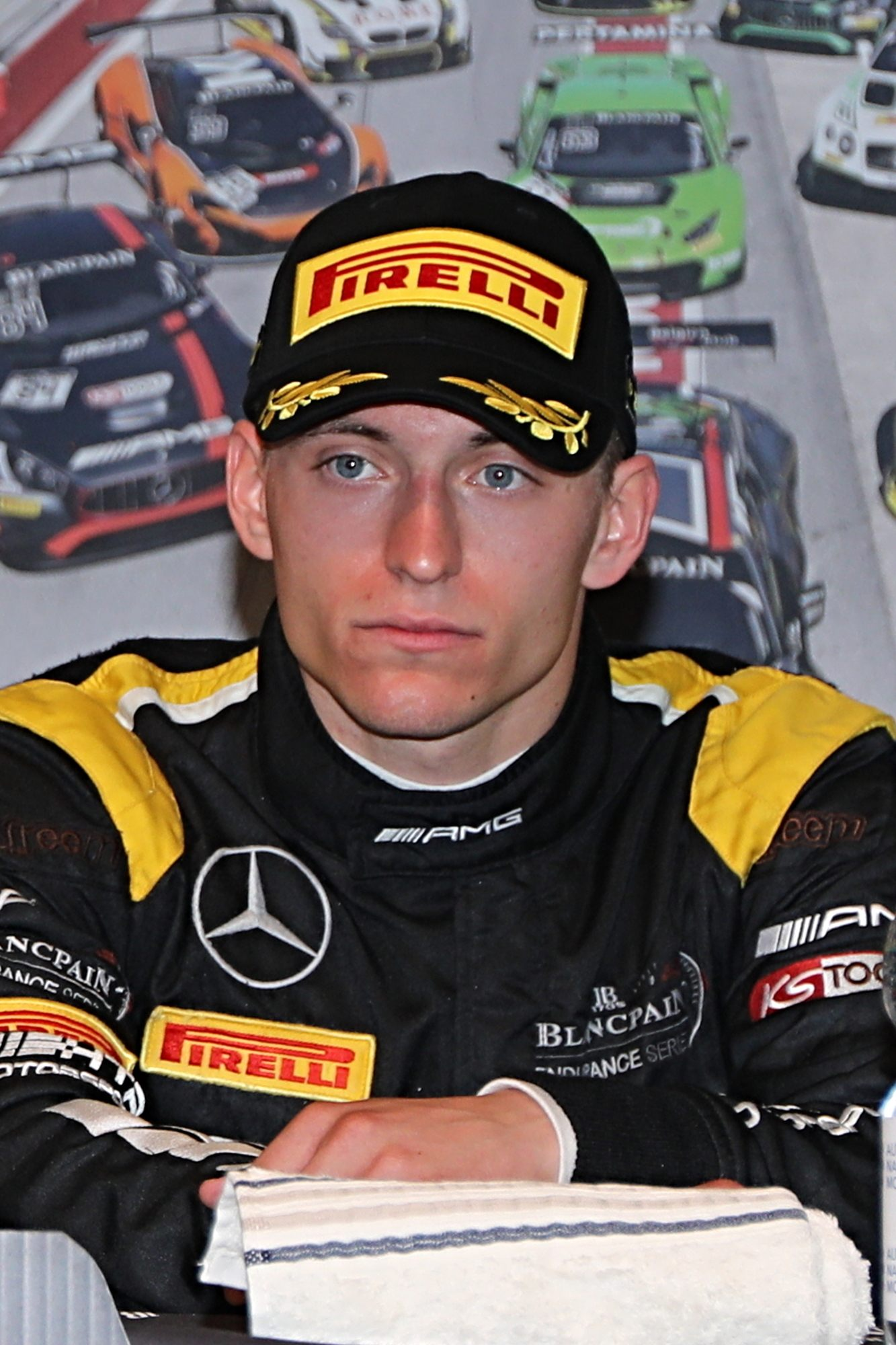
Maximilian Buhk in 2017.

Maximilian Buhk (Reinbek, 9 december 1992) is een Duits autocoureur.

## Autosportcarrière
Buhk begon zijn autosportcarrière in het karting in 2004. Hij reed voornamelijk in Duitse kampioenschappen, waarbij hij in 2009 in de KF2-categorie terecht kwam. Dat jaar werd hij vijfde in de ADAC Kart Masters.
In 2010 debuteerde Buhk in het formuleracing in de ADAC Formel Masters bij het team KUG Motorsport. Zijn beste resultaat was een vijfde plaats op de Lausitzring, waardoor hij met 34 punten twaalfde werd in de eindstand. In 2011 bleef hij actief bij KUG, maar stapte hij voor de laatste drie raceweekenden over naar ma-con. Voor dit team behaalde hij twee podiumfinishes op de Lausitzring en het TT-Circuit Assen. Met 87 punten verbeterde hij zichzelf naar de negende plaats in het klassement.
In 2012 stapte Buhk over naar de sportwagens. Dat jaar nam hij deel aan zowel de ADAC GT Masters en de FIA GT3. In het ADAC-kampioenschap reed hij met Andreas Simonsen bij het Heico Junior Team. Met een reeks vijfde plaatsen als beste resultaten werden zij met 72 punten elfde in het klassement. In de FIA GT3 reed hij bij het Heico Gravity-Charouz Team met Dominik Baumann. Zij wonnen zes races op het Circuit Paul Armagnac, het Circuito de Navarra, het Autódromo Internacional do Algarve, de Moscow Raceway en de Nürburgring (tweemaal) en werden zo met 214 punten kampioen in de klasse.
In 2013 werd de FIA GT3 samengevoegd met de FIA GT1 in de FIA GT Series, waarin Buhk met Alon Day uitkwam voor HTP Motorsport. Zij wonnen de race op het Circuit Park Zandvoort, maar waren in de rest van het seizoen niet constant genoeg, waardoor zij met 70 punten zevende werden in het kampioenschap. Ook bleef hij rijden in de ADAC GT Masters, waar hij met Maximilian Götz voor Polarweiss Racing reed. Zij wonnen een race op de Nürburgring en werden derde in het klassement. Tevens breidde hij zijn raceactiviteiten uit naar de Blancpain Endurance Series, waarn hij met Götz en Bernd Schneider voor HTP reed. Alhoewel hij de eerste twee races van het seizoen miste, zorgden overwinningen in de 24 uur van Spa-Francorchamps en op de Nürburgring ervoor dat hij met 81 punten kampioen werd.
In 2014 bleef Buhk actief bij HTP in drie verschillende kampioenschappen. In de Blancpain Sprint Series, de opvolger van de FIA GT Series, reed hij samen met Götz. Zij wonnen drie races op Nogaro, Portimão en het Circuit Zolder, maar hij moest het raceweekend op de Slovakiaring missen omdat hij zich niet aan de reglementen omtrent de safety car hield op hetzelfde circuit in de ADAC GT Masters. Hierdoor miste hij ook de rest van het ADAC GT-seizoen. Zijn racelicentie was ook enige tijd ingetrokken, maar zijn schorsing werd later ongedaan gemaakt. Vanwege zijn schorsing eindigde hij in de FIA GT als tweede achter Götz. In de ADAC GT won hij voor zijn schorsing twee races op de Motorsport Arena Oschersleben en de Lausitzring en werd hij uiteindelijk tiende in het klassement. In de Blancpain Endurance Series behaalde hij een podiumfinish op de Nürburgring en werd hij vierde in de eindstand. De Sprint en Endurance Series werden tevens samengevoegd tot de Blancpain GT Series, waarin Buhk achter Laurens Vanthoor tweede werd.

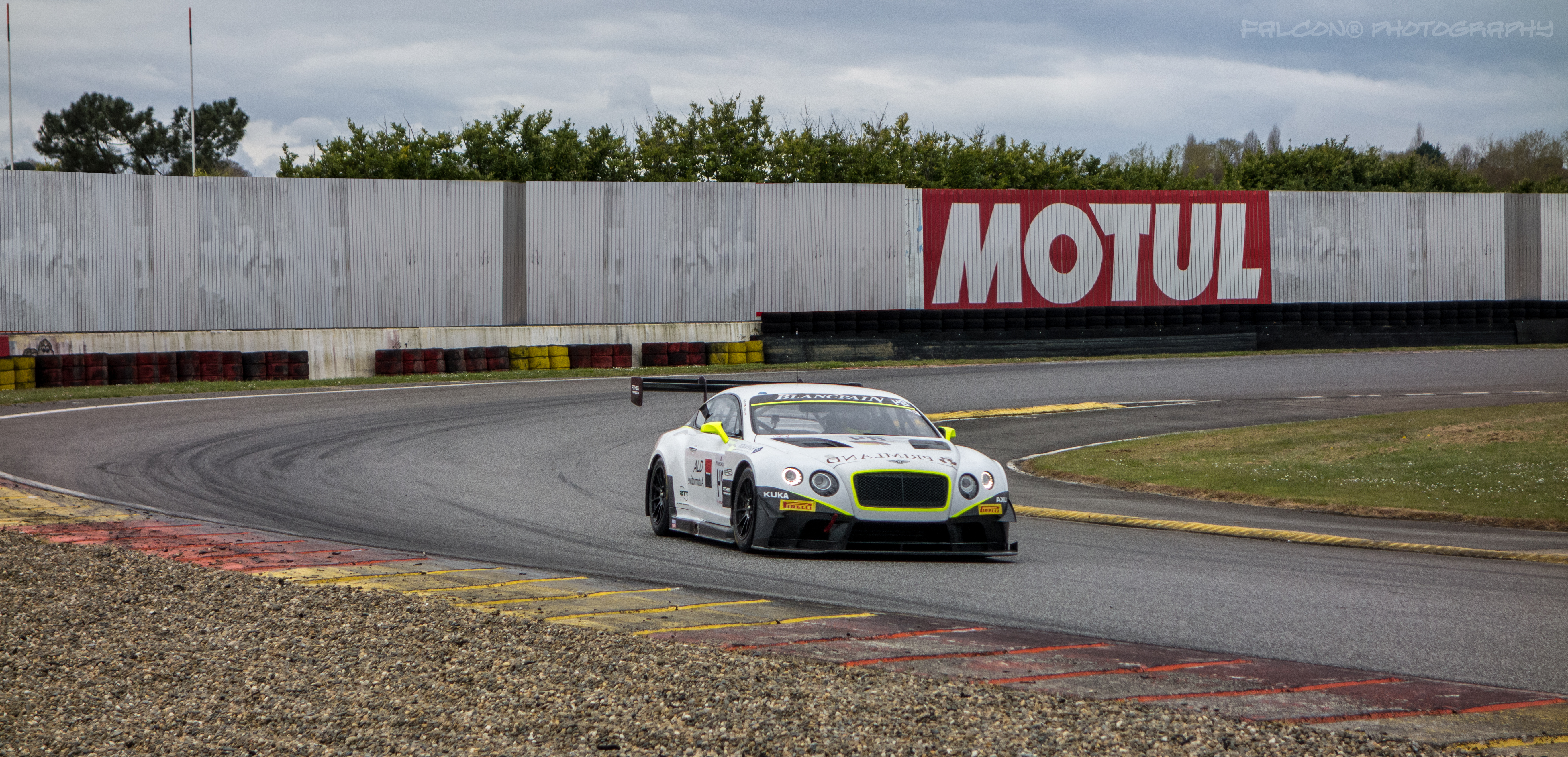
De Bentley Continental GT3 van Buhk en Vincent Abril op het Circuit Paul Armagnac in de Blancpain GT Sprint Series in 2015.

In 2015 reed Buhk in beide Blancpain-kampioenschappen. In de Sprint Series deelde hij een auto met Vincent Abril, met wie hij vier races won in Moskou, Portimão en Zandvoort (tweemaal). Met 135 punten werden zij kampioen in de klasse. In de Endurance Series reed hij met Andy Soucek en Maxime Soulet bij het team M-Sport. Een vijfde plaats op de Nürburgring was hun beste resultaat, waardoor zij tiende werden in het eindklassement. In de GT Series werd hij zo achter Robin Frijns tweede in de stand.
In 2016 reed Buhk opnieuw met Dominik Baumann in zowel de Sprint als in de Endurance Cup, terwijl Jazeman Jaafar de derde rijder was in de Endurance Cup. In de Sprint Cup won hij een race op de Hungaroring en werd hij met 67 punten derde in het kampioenschap. In de Endurance Cup won hij een race op Silverstone en werd hij met 67 punten tweede in de eindstand. Door deze resultaten won hij met Baumann de GT Series. Daarnaast debuteerde hij ook in de 24 uur van de Nürburgring, maar wist hier niet aan de finish te komen.
In 2017 reed Buhk met Franck Perera in zowel de Sprint als in de Endurance Cup, terwijl Jimmy Eriksson de derde rijder was in de Endurance Cup. In de Sprint Cup won hij twee races op het Misano World Circuit Marco Simoncelli en een op de Nürburgring en werd hij met 68 punten derde in het klassement. In de Endurance Cup behaalde hij twee podiumfinishes op Misano en Silverstone en werd hij derde in het kampioenschap met 52 punten. Door deze resultaten werd hij met Perera tweede in de GT Series. Verder nam hij deel aan de 24 uur van de Nürburgring, maar zijn auto finishte de race opnieuw niet.
In 2018 reed Buhk enkel in de Blancpain GT Series Endurance Cup met Götz als teamgenoot. Hij behaalde een podiumfinish op Monza, maar kwam in de rest van het seizoen niet verder dan een achtste plaats en hij werd met 24 punten negentiende in de eindstand. Daarnaast keerde hij terug in de ADAC GT Masters, waarin hij Indy Dontje als teamgenoot had. Hij won een race op de Nürburgring en eindigde met 84 punten als vijfde in het klassement.
In 2019 reed Buhk in de Intercontinental GT Challenge. Hij behaalde drie podiumplaatsen op het Mount Panorama Circuit, Laguna Seca en het Suzuka International Racing Course. Met 58 punten werd hij achter Dennis Olsen en Maximilian Götz derde in het klassement. Verder nam hij opnieuw deel aan de 24 uur van de Nürburgring, waarin hij voor het eerst aan de finish kwam en direct een podiumplaats behaalde. Ook werd hij negentiende in de 24 uur van Daytona.
In 2020 reed Buhk in drie van de vier races van de GT World Challenge Europe Endurance Cup, de opvolger van de Blancpain GT Series Endurance Cup. Hij behaalde zijn enige top 10-finish met een zevende plaats op de Nürburgring, waardoor hij met zes punten op plaats 21 in het klassement eindigde. Daarnaast reed hij opnieuw in de 24 uur van de Nürburgring, maar kwam hij wederom niet aan de finish.

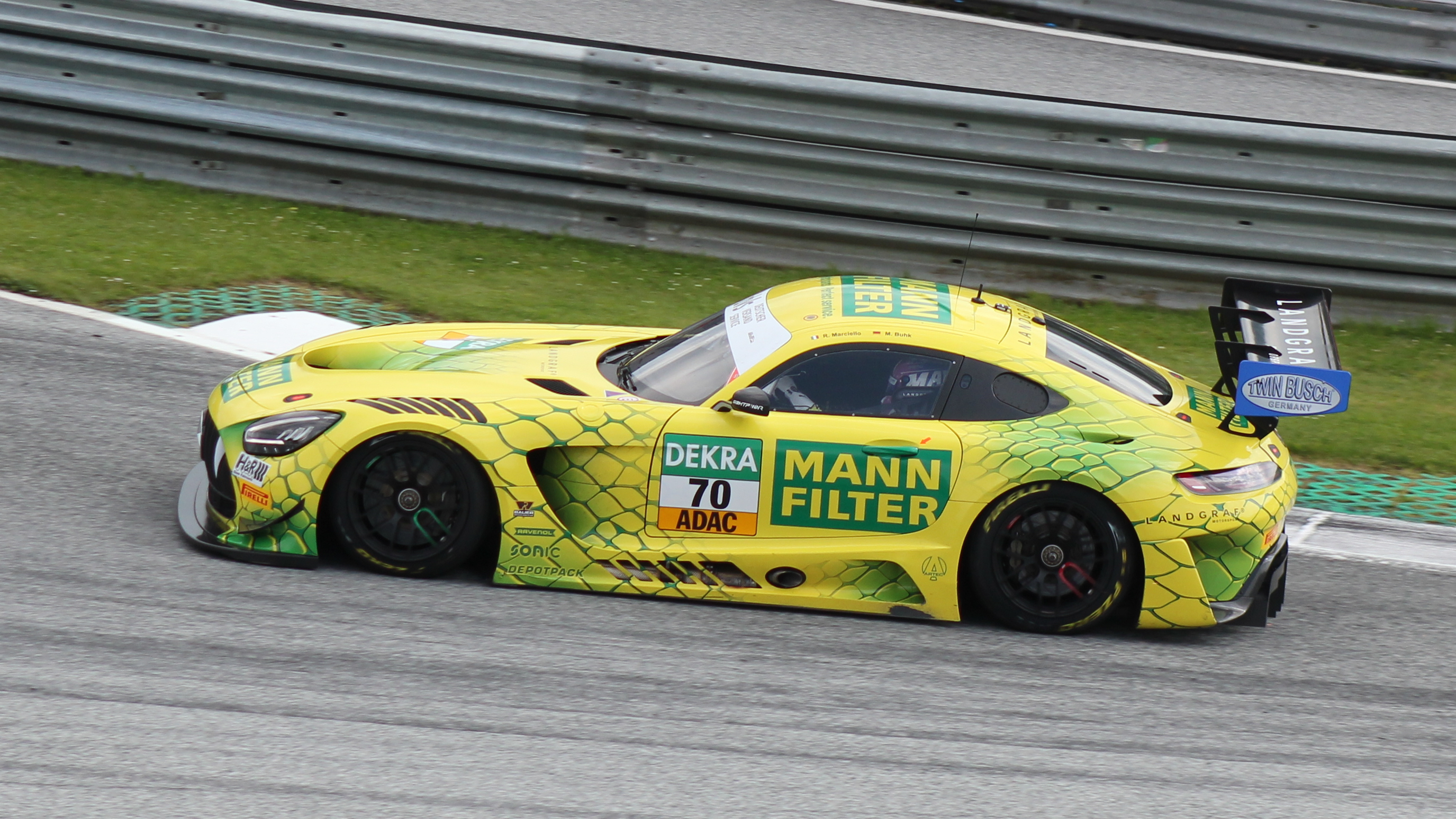
De Mercedes-AMG GT3 Evo3 van Buhk en Raffaele Marciello op de Motorsport Arena Oschersleben in de ADAC GT Masters in 2021.

In 2021 begon Buhk het seizoen in de 24 uur van Daytona, waarin hij negende werd. Vervolgens nam hij deel aan de ADAC GT Masters, waarin hij een auto deelde met Raffaele Marciello. Zij wonnen de eerste race op Oschersleben. Daarnaast maakt hij dat jaar zijn debuut in de DTM bij het Mercedes-AMG Team Mücke Motorsport als vervanger van Gary Paffett, die de eerste twee raceweekenden niet deel kan nemen vanwege zijn verplichtingen in de Formule E.